# Шардонне, Жюль
Жюль Шардонне (или Хордоне; фр. Jules Chardonnet) — французский шашист и шашечный деятель конца XIX — первой половины XX веков.

## Биография
В 1900 году в Париже Шардонне занял третье место на международном турнире по стоклеточным шашкам, посвящённом проведению Всемирной выставки и признаваемом неофициальным чемпионатом мира своего времени. В 1911 году Шардонне занял третье место в чемпионате Парижа. В 1921—1924 годах был президентом Французской шашечной федерации (Fédération Damiste Française).